# 勒马斯 (滨海阿尔卑斯省)
勒马（法語：Le Mas）是法国滨海阿尔卑斯省的一个市镇，位于该省西部，属于格拉斯区。该市镇2009年时的人口为155人。

## 人口
勒马人口变化图示
| 数据来源：INSEE |